# Silvestro Valiero
Silvestro Valiero, född 1630, död 1700, var en venetiansk doge. Han var regerande doge av Venedig 1694–1700.